# Jezioro Nowowiejskie
Jezioro Nowowiejskie – jezioro w woj. wielkopolskim, w pow. nowotomyskim, w gminie Zbąszyń, leżące na terenie Bruzdy Zbąszyńskiej i jest jednym z ciągu Jezior Zbąszyńskich.

## Charakterystyka
Jest zbiornikiem przepływowym, najmniejszym w ciągu Jezior Zbąszyńskich. Rzeka Obra (Północny Kanał Obry) dopływa do jeziora z południa poprzez przesmyk od strony Jeziora Grójeckiego i odpływa z północy, poprzez przesmyk do Jeziora Błędno.

## Morfometria
Powierzchnia zwierciadła wody według różnych źródeł wynosi od 28,5 ha do 31,0 ha.
Zwierciadło wody położone jest na wysokości 51,7 m n.p.m. lub 52,0 m n.p.m.. Średnia głębokość jeziora wynosi 1,4 m lub 1,5 m, natomiast głębokość maksymalna 2,0 m.
W oparciu o badania przeprowadzone w 2002 roku wody jeziora zaliczono do wód pozaklasowych i poza kategorią podatności na degradację.